# Okosotthon

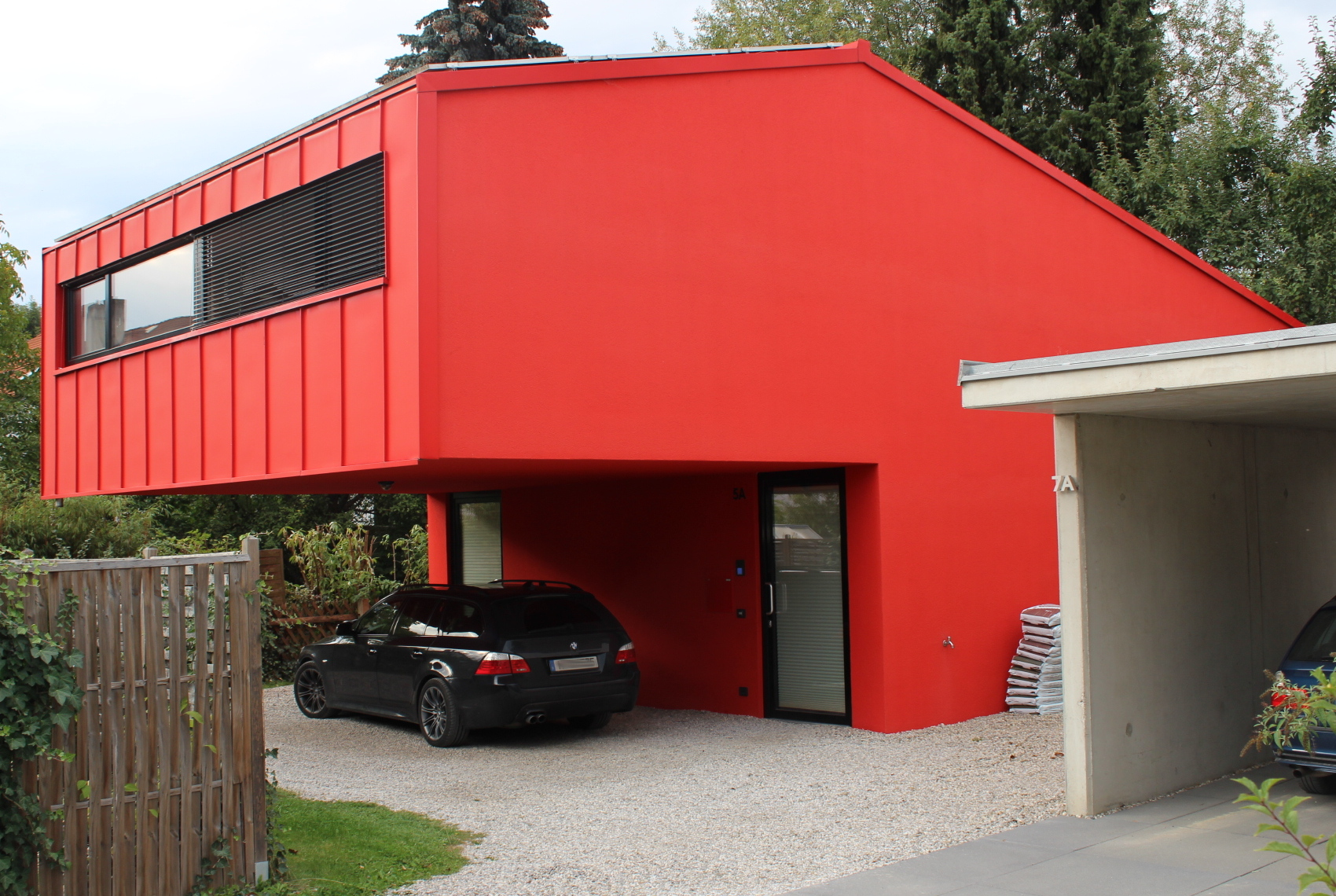
Okosotthon Unterföhringben

Az okosotthon az intelligens épület egyik fajtája, olyan technikai megoldások együttese, amelyek egymással együttműködve lehetővé teszik a házban működő különböző rendszerek és alrendszerek központi irányítását a benne lakók kényelme és biztonsága érdekében. 
A technikai megoldások alapulhatnak elektronikán, építészeti megoldásokon, automatizáción, informatikán, távközlésen stb, ezek segítségével irányíthatják akár távolról, az interneten keresztül a hűtő- és fűtőrendszert, a garázsajtót, az ablakredőnyt, a különböző háztartási gépeket, a biztonsági rendszert stb. Ezt az egymással és a működtető személlyel hálózati kapcsolatban álló egyes fizikai tárgyakba és eszközökbe beágyazott elektronika, azok szoftverei, és az érzékelők teszik lehetővé, amit a "dolgok internetjének" (Internet of Things – IoT) neveznek. Az okosotthon egy komplex számítógépes rendszer, amely képes érzékelni a környezetét, valamint a belső állapotokat, és a ház különféle elektromos rendszereit úgy irányítani, hogy azok a lehető leghatékonyabban működjenek.
Az intelligens otthon technológiát alkalmazó berendezések kezelése történhet távirányítóról, számítógépről, okostelefonról is. Az okosotthon automatikusan alkalmazkodik az időjárási körülményekhez, így hozzájárul a ház energiatakarékos működtetéséhez. Például télen jelentős mértékben csökkenthető a fűtési költség, ha napközben a Nap energiáját a helyiségek fűtésére hasznosítják. Este automatikusan lezáródnak a redőnyök, így plusz hőszigetelő hatásukat kihasználva elkerülhető a nyílászárókon keresztüli nem kívánt hőveszteség, kevesebb energia szükséges a kellemes hőmérséklet megteremtéséhez. Télen a termosztát beállítható okostelefonról is, nyáron a zárt árnyékolók megakadályozzák a helyiségek túlzott felmelegedését, nincs szükség a klíma egész napos használatára. Éjszaka a redőnyök, vagy a tetőtéri ablak szellőztetési pozíciója lehetővé teszi a hűvös levegő beáramlását. A külső érzékelőknek köszönhetően a ház automatikusan működik. Ha hirtelen vihar kerekedik, a napellenző visszahúzódik és az ablakok bezáródnak. A természetes és a mesterséges világítás tökéletes összhangban variálható az ott lakók igényeit figyelembe véve. A távirányítóról küldött parancs végrehajtásáról mindig visszajelzés érkezik, így a lakók mindig biztosak lehetnek benne, hogy például az ajtók, ablakok és kapuk bezáródtak. Létrehozhatók előre beprogramozott forgatókönyvek, például nyáron hét közben reggel hét órakor a redőnyök felhúzódnak, az ablakok résnyire kinyílnak, a kávégép bekapcsol, megszólal a kedvenc rádióadó stb. Az okosotthon figyelembe veszi az ott lakók igényeit, könnyen programozható és bővíthető, kényelmet, biztonságot és energiamegtakarítást nyújt.
Las Vegas-ban a CES 2016 nemzetközi szakkiállításon mindenki a dolgok internetében látta a jövő nagy ígéretét. Egyes becslések szerint 2020-ra 25 milliárd eszköz kapcsolódik az IoT-hez. 2016 végére 1,2 milliárd „dolgot” kötöttek rá az internetre.

## Kialakulásának története
Az okosotthonok kialakulásának története a 20. század első éveire vezethető vissza, amikor a technika fejlődése révén az addig csak a fantasztikus irodalmakban elképzelt lehetőségeket a gyakorlatba is át tudták ültetni. Az első távírányító mechanizmust Nikola Tesla szabadalmaztatta 1898-ban. Az 1910-es években jelentek meg az első elektronikus háztartási gépek. Az okosotthonok előfutárai − még csak kiállítási darabok formájában − a világkiállításokon voltak láthatók, 1933-ban Chicagóban, 1939-ben és 1964-ben New Yorkban. 1966-ban Jim Sutherland a Westinghouse Corporation mérnöke fejlesztette ki az első „lakásvezérlő számítógépet”, az ECHO IV-et, amely azonban sosem került kereskedelmi forgalomba. Az ECHO IV. képes volt a lakás hőmérsékletének szabályozására, egyes eszközök be- és kikapcsolására, tárolta az ételrecepteket, és ez alapján összeállította a bevásárlólistát, és még a várható időjárást is előre jelezte. Legizgalmasabb része a családi üzenetközvetítő rendszer volt. Példája nyomán a lelkes amatőrök az 1960-as években hozták létre saját „vezetékes” otthonaikat, ekkor azonban a technikai lehetőségek még igen korlátozottak voltak. Az „intelligens otthon” fogalmát először 1984-ben használta az Amerikai Házépítők Szövetsége.
Az 1990-es évek végétől a mikroelektronikai eszközök, valamint a távoli vezérlést lehetővé tevő rendszerek robbanásszerű fejlődése és ezek árainak csökkenése lehetővé tette az okos házak funkcióinak kibővítését. 1998-ban a London melletti Watfordban hozták létre az INTEGER Millenium House-t, az első bemutató házat, amelyben az okosotthon minden (akkori technológiai szintnek megfelelő) lehetőséget felvonultatták. Az épületben bemutatták a különböző automatizálási technikákat, amelyek optimalizálják például a fűtési rendszert, az intelligens világítási és biztonsági rendszert, amely többek között egy mikrochipes programozható kapukulcsot is magába foglalt,  valamint a talajnedvességtől függően működő öntözési rendszert. A házban digitális műholdas televízió, WebTV és zártláncú kamerarendszer (CCTV) is működött. Az ABI Research adatai szerint az Amerikai Egyesült Államokban 2012-ben másfél millió okosotthont létesítettek, és a megrendelések üteme alapján ezek száma 2017-re nyolc millióra nő.

## Alkotóelemei

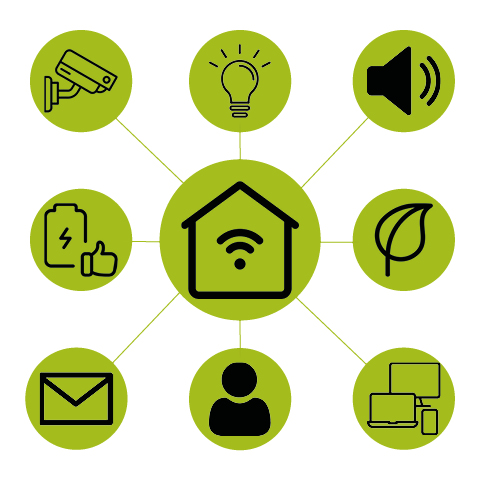
Az otthoni automatizálás moduláris építőelemei

Az okosotthonban alkalmazható technológiák összességét, azok kialakításának lehetőségeit és megoldásait a domotika tárgyalja, amely az épületek automatizálási, vezérlési és irányítási rendszereinek összefoglaló megnevezése.

### Hálózat
Az okosotthonok helyi hálózata a hardverek és a kommunikációs interfész tekintetében 2016-ban még szabványosításra várt. Általában kétféle megoldást alkalmaznak: a rádiófrekvenciás RFID, valamint azon belül a mikrohullámú Wi-Fi technológiát. A leghatékonyabb megoldást a kettő kombinációja adja. A távoli elérés biztosítása érdekében ez kiegészül az internethozzáférést biztosító optikai- vagy réz szolgáltatói kábelhálózattal. Az egyes szabványok közötti átjárást a hálózati híd (protocol bridge) biztosítja.

### A rendszer elemei
- Az érzékelők (szenzorok), amelyek mérik vagy jelzik a környezet állapotait, illetve változását, például mérik a hőmérsékletet, a napfényt vagy érzékelik a mozgást.
- A szabályozó rendszer, amely lehet egy vagy több számítógép, PLC, vagy egyéb speciális eszköz, amelyek a rendszer vezérlését biztosítják.
- A végrehajtó szerv, illetve egység, amely szabályozza a kapcsolók, motorok és szelepek működését.
- A busz (vagy sín),  amely lehetővé teszi adatok és tápfeszültségek továbbítását az érzékelők és a vezérlő rendszer számítógép, illetve a számítógép és a vezérelt eszközök (gépek, berendezések stb.) között.
- A kommunikációs interfész az ember és a gép vagy a gép-gép (M2M)[11] közötti kapcsolatban.

## Alkalmazása

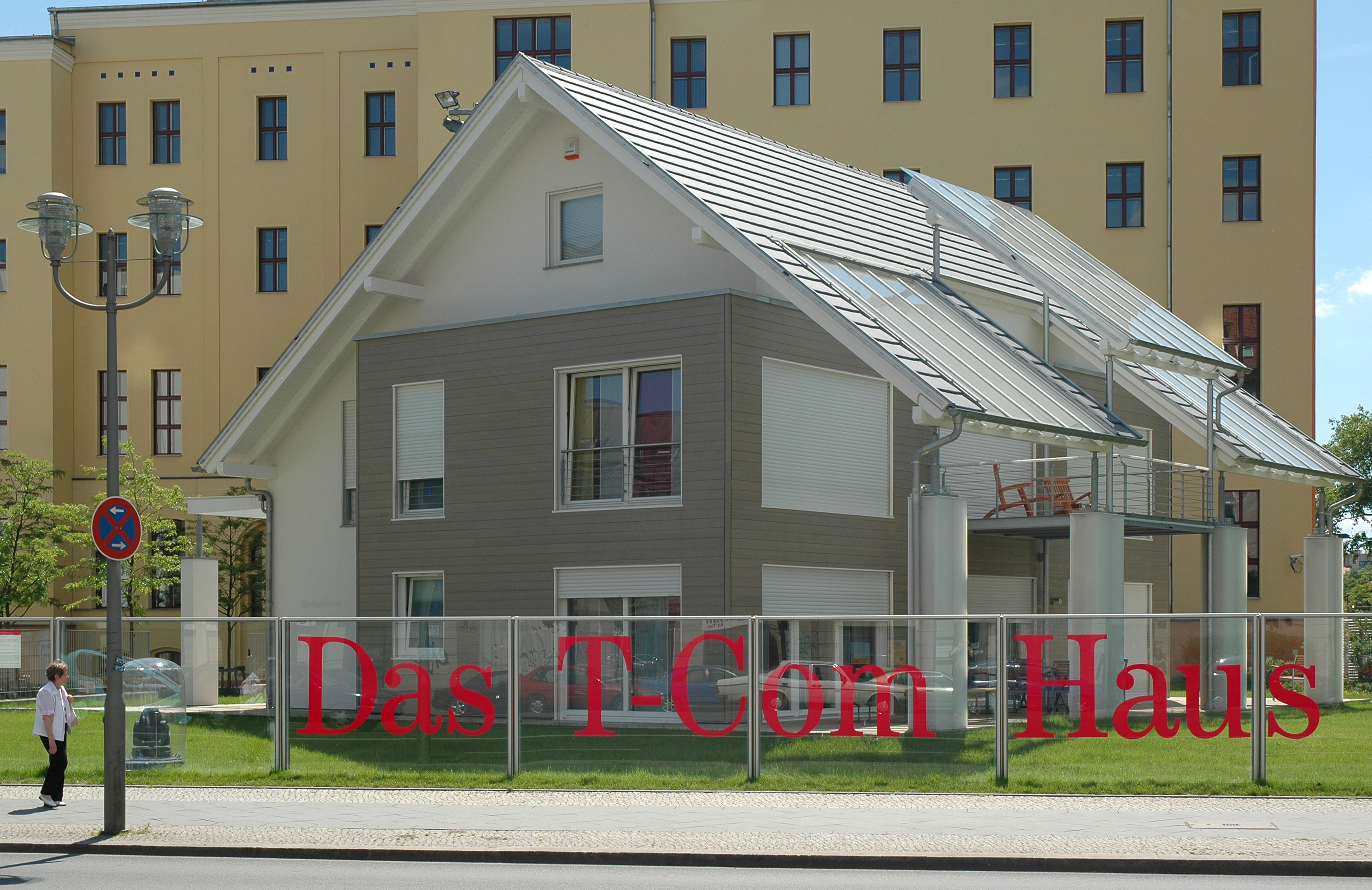
T-Com-ház Berlinben

Az okosotthon a következő rendszerek, illetve épületgépészeti egységek rendszerének integrációját foglalja magába.

### Hűtő- és fűtőrendszer, árnyékolástechnika
A hűtő- és fűtőrendszer (HVAC vagy épületgépészet), amely magába foglalja a hőmérséklet és a páratartalom szabályozását, beleértve a fűtés során biztosított friss levegőt, valamint a természetes hűtést is. Az interneten keresztül vezérelhető termosztát lehetővé teszi, hogy a tulajdonos a távolból szabályozhassa a fűtő- vagy hűtőrendszert, azaz a lakás hőmérsékletét. A rendszer automatikusan nyitja vagy zárja a nyílászárókat a friss levegő beengedése érdekében, illetve nyitja-zárja (vagy ereszti-felhúzza) az árnyékolókat (rolók, redőnyök stb.) Az okos házak által használt intelligens fűtési rendszerek a helyiségek különböző pontjain elhelyezett villanykapcsolókba, termosztátokba, relékbe telepített hőérzékelők által mérik a hőmérsékletet és ezek alapján állítják be az egyes hőértékeket. Az okosotthonok így amellett, hogy pontosabban szabályozzák a teljes épület hőmérsékletét, intelligens fűtőközpontjaik által képesek a helyiségenkénti, valamint az adott fűtőelemek közötti fűtés szabályozására is.

### Világítás
A világítási rendszer kialakítása során olyan funkciók építhetők be, mint az, hogy kialszik a lámpa, ha a szoba üres, vagy a változó fényviszonyoknak megfelelően növekszik vagy csökken a világítótestek által adott fényerő. A világítás távirányítóval, vagy interneten keresztül vezérelhető. A természetes fény (napfény) erősségének érzékelése révén szabályozható az árnyékolók, illetve függönyök helyzete, hogy a természetes fény optimális mértékben kihasználható legyen.

### Audio-vizuális eszközök
Az intelligens multimédia rendszer a kényelmi funkciók részét képezi. Az okostelefon rendszerbe integrálásával telefonról, tabletről vagy számítógépről lehet vezérelni a csatornaválasztást vagy a meghallgatásra kerülő zeneszámot. A telefon a lakásban levő hangszórókra kihangosítható, és mozgásérzékelők alapján mindig az adott helyiség hangszóróin hallható. Ébresztési funkciója biztosítja, hogy az ébresztési időpontban a rendszer elkezdi felhúzni a redőnyöket, fokozatosan felhangosítja a hangszórókat, így felébresztve a lakókat. Hangzónák alakíthatók ki, így szabályozható, hogy melyik szobában milyen zene szóljon, és az audiorendszer összekapcsolható a zenemegosztó oldalakkal. A rendszer beszédhanggal is irányítható.

### Biztonsági rendszerek
Az okosotthon biztonsági rendszerei közé tartozik a telepített biztonsági kamerák távolról történő megnézésének lehetősége, valamint központi zár működtetése az összes ablakon és ajtón. A kamerák mozgatása és fókuszának változtatása (zoomolás) távolról vezérelhető, illetve a mozgás irányát észlelve a kamera követi a behatolót. A mozgásérzékelők révén illetéktelen behatolás esetén a tulajdonos a biztonsági rendszeren vagy mobiltelefonon keresztül riasztást kap. Integrálhatók az olyan érzékelő rendszerek, mint például a tűz- és füstjelző, a gázszivárgás-, a szén-monoxid-, illetve vízszivárgást észlelő szenzor. A személyi orvosi riasztó rendszerek lehetővé teszik a sérült vagy beteg otthon tartózkodók számára segítség kérését.

### Kaputelefon rendszer
A kaputelefon rendszer lehetővé teszi nemcsak a bejárati ajtó és a lakás egy pontja, hanem az épület helyiségei közötti kommunikáció megvalósítását is. A video-kaputelefon rendszer integrálható a televízió kijelzőjére, illetve szükség esetén a kép rögzítésére is lehetőséget biztosít. Ez a biztonság további erősítését szolgálja. Az intelligens kamerarendszer arcfelismerő rendszerrel párosítva felismeri a belépésre jogosult (beléptethető) személyeket. A térfigyelő kamerákba beépített infravörös egységeknek köszönhetően teljes sötétségben is felismerhetők a személyek és bizonyító erejű képet lehet produkálni, még rosszabb időjárási viszonyok között is.

### Speciális eszközök
A technológiai fejlődés előidézte miniatürizálás révén bármely elektronikus háztartási gép, eszköz és valamilyen funkcionalitással rendelkező tárgy felszerelhető olyan speciális hardverrel, amely vezeték nélküli, távolból történő be-kikapcsolásukat, illetve működtetésüket teszi lehetővé. Így például hazafelé úton távolról bekapcsolható a kávéfőző (vagy programozható a reggeli felkelés idejéhez kapcsolva); bekapcsolható az úszómedence helyiségének fűtése; beindítható a mikrohullámú sütőbe helyezett étel felmelegítése, elindítható a bekészített mosógép. A vonalkódolvasóval vagy más jelolvasóval ellátott hűtőszekrény tartalma távolról is ellenőrizhető, és a tervezett ételhez a tárolt recept szerint jelzést ad a  még beszerzendő nyersanyagra és annak mennyiségére. A falon levő digitális képkeretekben a kép hangulattól függően változtatható. Az „okos” eszközök egymással is kommunikálnak. Például a videolejátszó rendszer indítása esetén a szobában levő fény mennyiségét vagy a világítórendszer, vagy a redőnyöket működtető rendszer csökkenti.

## Az okosotthonra leselkedő veszélyek
Az informatikai biztonsági megoldások még nem teszik lehetővé az okosotthon eszközeivel távolról történő kommunikáció teljes biztonságát, így fennáll egy nem kívánt működést előidéző elektronikus betörés mellett az illetéktelen lehallgatás vagy akár a kereskedelmi célú információszerzés veszélye is. A visszaélések megelőzése az információk végponttól-végpontig történő erős titkosítása révén lehetséges. Az okoszár-gyártó cégek már figyelnek a biztonsági résekre. Fontos azonban arra is odafigyelni, hogy a mobiltelefon is egy kulcs az otthonhoz.

## Magyar okosotthon rendszerek
- Magyar Okosotthon és Épületautomatizálási Szövetség
- Aura Smart Home Archiválva 2020. október 12-i dátummal a Wayback Machine-ben
- Chameleon Smart Home
- FIBARO - otthonautomatika.hu
- iContrALL Intelligens Otthon
- Nective System
- ZseniHáz